# Еребор

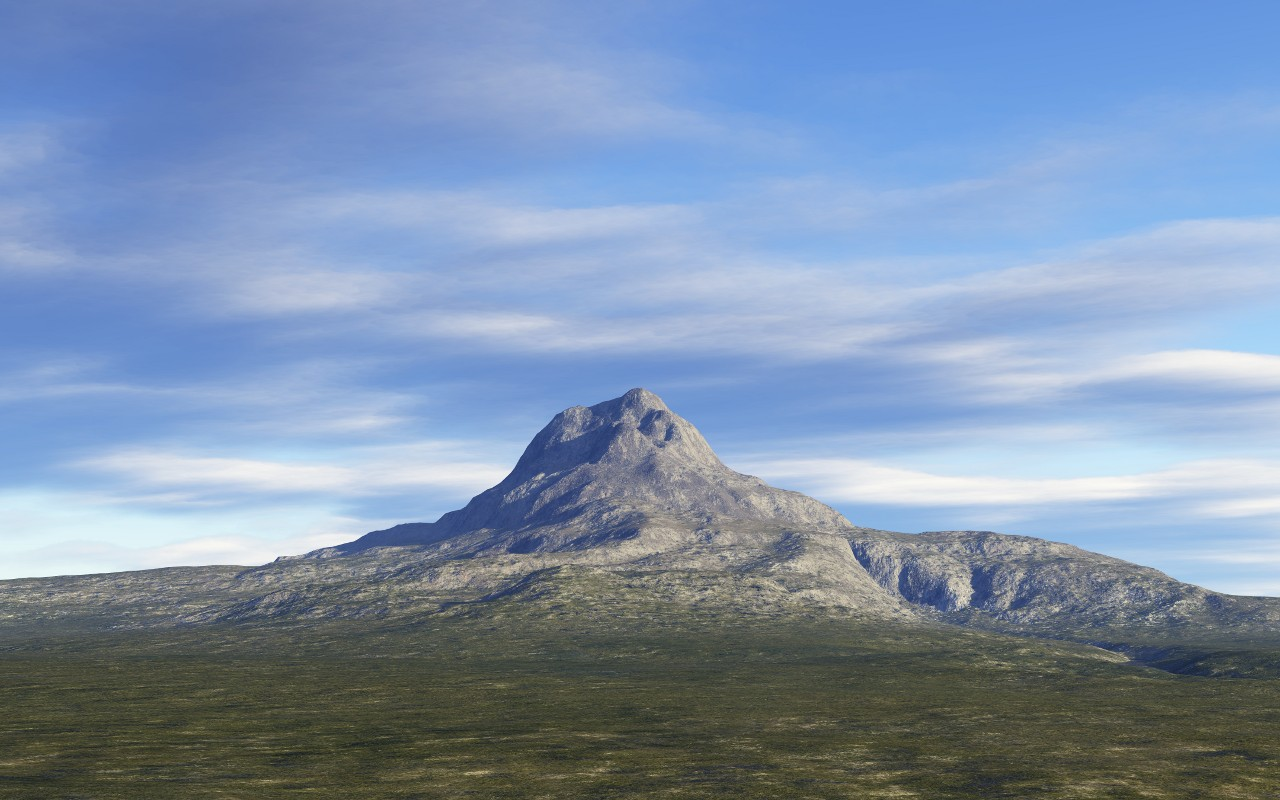
Художнє зображення Самотньої гори

Еребор (синд. «Самотня гора», англ. Lonely Mountain) — у легендаріумі Дж. Р. Р. Толкіна гора на північному сході Середзем'я та королівство гномів з народу Дуріна, розташоване у ній.

## Географія та опис
Гора розташовувалась південніше Сірих гір (Еред Метрін), на захід від Залізних пагорбів і на північний схід (на відстані близько 40 миль) від Морок-лісу. З недрів гори витікала річка Келдуїн (Бистриця) і, збігаючи на південь, зливалася з Лісовою річкою у Довгому озері, на якому розташовувалось місто людей Есгарот, далі витікала з озера і текла на південний схід, де впадала у внутрішнє Рунне море (озеро Рун).
З усіх боків Еребор оточував безлісий степ, внаслідок чого і виник топонім — Самотня гора.
З південного боку гори розташовувались величезні Головні Ворота, біля них з гори витікала річка утворюючи водоспад. На ріці біля підніжжя було розташоване людське місто — держава Долл — у якому правили королі.
На південно-східному відрозі гори розташовувались Крукова скеля та сторожовий пост.
У недрах гори від Головних воріт уздовж річки вглиб вела широка звивиста дорога. Поруч був Великий Чертог Трора, у якому проводились свята та бенкети. У горі було розташовано численні печери, копальні, зали, четоги коридори та сходи. Найбільшою залою була Велика Зала Траїна І, що знаходилась у Нижніх Залах під підніжжям гори. Від Великої Зали відходив боковий хід, що вів до потайних дверей, які були добре замасковані і були видні тільки в День Дуріна, коли призахідний промінь сонця відкривав замок.

## Історія
У 1999 році Третьої Епохи Самотню гору відкрив король гномів Траїн І, син Наїна І. Він привів туди свій народ, що був змушений залишити Морію через  балрога. Траїн І став першим королем під Горою. Тут він знайшов великий алмаз, що отримав назву Горикамінь, Серце Гори.
Син Траїна І, Торін І, разом з великою частиною своїх підданих, переселився до Еред Метрін (Сірих гір), котрі були багаті на золото й коштовності, які ніхто не розробляв. За горами, на великому Висохлому Плато, жило  багато драконів, які стали нападати на гномів і відбирати в них коштовності. Сніжний дракон убив короля Даїна І та його сина Фрора біля воріт їхнього палацу. 
Жити в Сірих горах стало неможливо, і Грор, третій син Даїна, разом з частиною народу пішов до Залізних пагорбів, а старший Трор разом з іншими повернувся на Еребор. 
Там народ Дуріна жив у достатку, багатство гномів зростало. Гноми  виготовляли  коштовності, зброю та лати. З Залізних пагорбів доставляли руду. Люди та гноми встановили союзницькі й торговельні зв'язки. Під захистом Північного народу, що жив у межиріччі Келдуїна (Бистриці) та Карнена (Рудь), гноми Еребору й Залізних пагорбів жили у спокої і розкошах, у підземних чертогах не припинялись бенкети, не змовкали пісні. 
Чутки про багатство дійшли до дракона Смоґа Золотистого. У 2771 році Третьої Епохи він напав на гору та сусіднє місто Долл і захопив їх, зробивши всі довколишні землі пусткою. 
Багато гномів загинуло, але багатьом і серед них королю Трору та його сину Траїну ІІ вдалось врятуватись. Разом з дітьми Траїна ІІ, Торіном (згодом  він отримав прізвисько Дубощит), Фреріном та їх сестрою Діс, вони пішли на південь і були змушені злидарювати довгі роки.  
271 рік: Самотня гора та її околиці були випаленою пустелею, до якої не смів ніхто наблизитись, окрім птахів та кажанів. У 2941 р. Т. Е. Гендальф, король гномів Торін ІІ Дубощит, дванадцять інших гномів та гобіт Більбо Торбин вирушили до Еребору з метою добути  через потаємний хід, яким вони втекли, хоча б частину своїх колишніх багатств (серед них і Горикамінь).    
Гноми розраховували таємно дістати  золото та коштовності, однак все одно не змогли залишитись непоміченими від дракона. Смоґ напав на них згори, і гноми та гобіт вціліли тільки дивом, вчасно сховавшись у потаємному ході. Дракон відлетів на південь і напав на місто Есгарот, що допомагало загону Торіна. Над Есгаротом його застрелив нащадок останнього короля Долла Гіріона — Бард Лучник.        
Після загибелі дракона орки почули про повернення гномів і пішли війною на Еребор. Вів їх Больг — син Азога, вбитого гномами у битві в долині Азанулбізар. Біля Самотньої гори  відбулась битва між орками і вовкулаками з одного боку та з ельфами Морок-лісу, людьми з Довгого озера, гномами-супутниками Торіна і військом з Залізних пагорбів, що згодом отримала назву битва П'яти Армій. У цій битві ельфи, люди та гноми здобули перемогу. Торін Дубощит був тяжко поранений і невдовзі помер. Його поховали в гробниці під Горою, поклавши йому на груди Горикамінь. Його племінники Філі та Кілі теж загинули в цьому бою.           
Королем під Горою став володар Залізних пагорбів Даїн ІІ Залізний Чобіт. Королівство гномів на Ереборі було знов відновлене, а Бард Лучник відбудував Долл та Есгарот. Для гномів та людей знову настали дні процвітання.         
Навесні 3019 р., під час облоги Мінас-Тіріта, союзники Саурона східняни вторглись у землі біля Еребора. Біля підніжжя гори була велика битва, що тривала три дні, і в ній загинули Даїн ІІ Залізний Чобіт та онук Барда Лучника король Бранд. Східняни перемогли, але багато людей і гномів  відійшли в Еребор. Звістки про великі перемоги на півдні надали мужності обложеним і допомогли розбити ворогів. Вцілілі східняни втекли на схід і більш не турбували гномів та доллівчан. Королем під горою став Торін ІІІ Твердий шолом, син Даїна ІІ, а володарем Доллу Бард ІІ.            
У Четверту Епоху Еребор та Дейл були союзниками Возз'єднаного королівства Арнору і Ґондору.